# Ageuzja
Ageuzja – objaw chorobowy polegający na utracie odczuwania smaku, zdarzający się jednak rzadziej niż dysgeuzja polegająca na zniekształceniu lub obniżeniu jakościowym i ilościowym doznań smakowych.
W dysgeuzji można wyróżnić m.in.:
- parageuzję (heterogeuzję) – subiektywne błędne odczucie wrażeń smakowych. Jej formą jest kakogeuzja – subiektywne nieprzyjemne odczucie doznań smakowych, lub fantogeuzja – halucynacje smakowe przy braku doznań smakowych (w chorobach psychicznych)[2]
- hipogeuzję – obniżenie wrażliwości i zdolności rozpoznawania smaków[2]
- hiposmię – obniżenie wrażliwości i zdolności rozpoznawania zapachów[2]

## Występowanie zaburzeń smaku i węchu
Zaburzenia odczucia smaku najczęściej związane są z zażywaniem leków, paleniem papierosów, nadużywaniem alkoholu, niewystarczającą higieną jamy ustnej.
1. w wyniku stosowania niektórych leków w leczeniu chorób
  - układu sercowo-naczyniowego, kolagenozach, schorzeniach endokrynologicznych, chorobach psychicznych, nowotworach[2]
2. w wyniku stosowania używek
  - palenie tytoniu – zmniejsza wrażliwość na smak słony (z wyjątkiem osób młodych i kobiet)[2]
  - alkoholizm – obniżenie zmysłu smaku i węchu[2]
3. w stanach fizjologicznych
  - ciąża – zmiany hormonalne wpływają na postrzeganie smaków[2]
4. wiek 
  - z wiekiem obniżeniu ulega wrażliwość na smaki[2]
5. w jednostkach i zespołach chorobowych
  - sjalopenia wywołana m.in. działaniem leków[2]
  - stomatodynia[2]
  - chorobach psychicznych m.in. schizofrenii, parafrenii, zespołach parafrenicznych[2]
  - zaburzenia metabolizmu lub niewłaściwe proporcje niektórych mikroelementów (miedź, nikiel, kobalt, cynk) i witamin (witamina A, witamina C)[2]
  - choroba wrzodowa żołądka i dwunastnicy[2]
  - cukrzyca upośledzenie smaków głównie słodkiego[2]
  - zaburzenia endokrynologiczne: niewydolność kory nadnerczy – zaburzenia węchu, hipergeuzja w stosunku do soli kuchennej[2]; choroba Cushinga i niedoczynność tarczycy – hiposmia i hipogeuzja[2]; akromegalia – wzrost wrażliwości na smak gorzki i słony; zespół Kallmanna[2]
  - niewydolność nerek – upośledzenie czucia smaków[2]; pacjenci leczeni hemodializą – podwyższenie wrażliwości na zapachy i smaki[2]
  - infekcje wirusowe, bakteryjne – pogrypowe jakościowe zaburzenie smaku[2], borelioza w fazie przewlekłej[3]
  - schorzenia laryngologiczne – osłabienie powonienia i zmysłu smaku[2]
  - stwardnienie rozsiane – podwyższenie progu smakowego[2]
  - zaburzenia neurologiczne: choroby zapalne mózgu, udar mózgu, choroba Alzheimera

Dysgeuzja lub hipogeuzja może doprowadzać do zwiększonego spożycia żywności, a nawet nadużywania wzmacniaczy smaku, takich jak sacharoza czy sól kuchenna, co może doprowadzać do rozwoju lub pogorszenia kontroli cukrzycy lub w przypadku soli, nadciśnienia tętniczego.
Z drugiej strony, spożywanie pokarmów bez odczuwania smaku w ageuzji prowadzi zwykle do ograniczenia ich spożycia i może doprowadzić do postępującego wychudzenia.